# Янис Карабельов
Янис Даниелов Карабельов е български футболист, роден на 23 януари 1996 г. в София. Играе за сръбския  Партизан Белград.

## Кариера
Карабельов израства в школата на Славия (София), като през 2013 г. влиза в първия състав на клуба. Дебютира в А група на 28 септември 2013 г. при треньора Асен Букарев, когато влиза като резерва през второто полувреме при домакинска загуба с 0:1 от Левски (София). На 17 май 2014 г. бележи първия си гол в професионалния футбол в последния кръг на сезон 2013/14, когато се разписва при победа с 2:0 над Пирин (Гоце Делчев).
През сезон 2015/16 Карабельов се утвърждава като основен футболист в състава на Славия. През март 2016 г. получава повиквателна от селекционера Ивайло Петев за контролите на националния отбор срещу Португалия и Македония, но и в двата мача остава на резервната скамейка.